# Martín de Loynaz
Martín de Loynaz  Oñativia (baut. el 24 de marzo de 1694, Beasáin, Guipúzcoa-3 de marzo de 1772, Madrid) fue funcionario y economista español durante los reinados de Fernando VI y de Carlos III. A partir de 1739, fue director general de la Renta del Tabaco y miembro del Consejo Real de Hacienda.
Entre otros destinos, desempeñó sus tareas administrativas en Cataluña, Mallorca, Ibiza, Cerdeña –donde fue hecho prisionero por los austriacos durante la conquista española de Cerdeña (1717)– Valencia, Canarias (1721-5) y en Cuba, donde es enviado en 1726. Fue nombrado director general de la Renta del Tabaco en 1739.
Entre 1740 y 1744, siendo ya uno de los dos directores generales de la Renta, la «energía» con la que implanta sus medidas llevan a los cigarreros a plantarse, al no aceptar estos su regulación. Más tarde, desempeñaría un papel destacado durante las discusiones previas al Catastro de Ensenada.
Sus obras publicadas incluyen la «Instrucción para la subrogación de las Rentas Generales», aparecida en la reedición de Miscelánea económico-política (1749), de Miguel de Zabala y Auñón, en la cual señalaba los inconvenientes del catastro catalán, el cual había demostrado no ser equitativo y, por otro lado, estaba sujeta a las eventuales corruptelas que podrían producirse en una declaración jurada realizada por cada declarante respecto a sus bienes. Otra publicación es el llamado manuscrito de la Renta del tabaco, que ofrece un estudio detallado de los territorios, divididos en Reinos, Provincias, Partidos y pueblos, de España en 1752.

## Biografía
Era familiar de san Martín de la Ascensión, uno de los 26 mártires de Japón.
En 1721, mientras estaba destinado a Valencia, se casó con María Isabel de Bustamante y Guevara, hija del gobernador de la villa de Castellón de la Plana. El matrimonio tuvo al menos seis hijos. De estos, una hija, María de la Soledad de Loynaz y Bustamante, nacida en La Habana, se casó con el I marqués de Gracia Real, Bernardo de Castro y Azcárraga, hijo de Pedro de Castro Figueroa y Salazar, I duque de la Conquista, presidente del reino de Sicilia entre 1735-37 y virrey y capitán general de Nueva España.

## Huerta de Loinaz
En 1758, el matrimonio adquirió, un terreno que se conocerá como la huerta de Loinaz una extensa propiedad, de 18 ha, cercada y «… sita extramuros de la puerta [de Recoletos]...», es decir, al norte de la cerca de Madrid. La zona corresponde aproximadamente a las actuales calles de Almagro, Génova y el paseo de la Castellana, formaba así un triángulo de una extensión de más de medio centenar de fanegas, el cual, hasta su urbanización a mediados del siglo XIX, formaba parte de los terrenos fértiles de la vaguada del arroyo de la Fuente Castellana, al este —aunque separada de él por una cerca o tapia— y que iban desde las inmediaciones del portillo o puerta de Recoletos al sur (correspondiendo en la actualidad a la plaza de Colón), subiendo por la ronda de Recoletos (actual calle de Génova) hasta la puerta de Santa Bárbara, el punto más alto de la Villa, siendo la actual calle de Almagro su límite al oeste.
Sus herederos se vieron obligados a vender la huerta a finales del siglo XVIII. En 1794, su entonces dueño, el marqués de Gracia Real y duque de la Conquista, yerno del matrimonio Loinaz, vendió la huerta a censo reservativo al 3 % anual al marqués de Bellisca por 563 936 reales.

## El Catastro de Ensenada (1752)
Su llamado manuscrito de la Renta del tabaco, ofrece un estudio detallado de la población y los territorios de España en 1748.
De acuerdo con Francisco Gallardo Fernández, oficial de la Secretaría de Estado y del Despacho Universal de Hacienda de España, 

[Loynaz]... cuya instrucción... fue la que acabó de inclinar el ánimo de S. M. a que se desterrasen de la República aquellas polillas destructoras, mandando que todas las rentas de la Corona se puesiesen en administración por cuenta de la Real Hacienda…

Opinión también reflejada más tarde en la Enciclopedia española de derecho y administración, o, Nuevo teatro universal de la legislación de España é Indias (1848), que señala que 

Los clamores de la opinión pública, las patéticas representaciones de los tribunales y de las Cortes, y más que todo la instrucción de [Loynaz], en la que se pinta los abusos y codicia de los arrendatarios, decidieron al rey a que todas las rentas de la corona se pusiesen en administración por cuenta de la Hacienda pública... Fernando VI, por decreto de 11 de octubre de 1794 mandó establecer la universal administración en todas las provincias del reino, escepto en la de Madrid, desde 1º de enero de 1750.

## Esquilache
Loinaz también desempeñó un papel importante en las reformas que introdujo Esquilache. En la memoria (1759) dirigida al antecesor de Esquilache en el cargo de ministro de Hacienda (de Fernando VI), el conde de Valdeparaíso, Juan de Gaona y Portocarrero, Loinaz señaló que el Real Erario era como 

… un campo espacioso... del más diverso género, llenas de maleza, atacadas por una plaga de gorriones y dejadas en manos de capataces, mayorales y demás dependientes, más cuatro administradores que quizás habían entrado a verlo con la barba cana...

En octubre de 1760, Loynaz y el marqués de Robledo, Eugenio de Mena, con quien compartió el cargo de director general de la Renta del Tabaco, se reunieron con Esquilache para tratar asuntos relacionados con las islas Canarias.